# Adiantum pactinatum
Adiantum pactinatum là một loài thực vật có mạch trong họ Adiantaceae. Loài này được Ettingsh. miêu tả khoa học đầu tiên năm 1864.